# Décès en février 1999
Décès
- 1995
- 1996
- 1997
- 1998
- 1999
- 2000
- 2001
- 2002
- 2003

Pour une information complémentaire, voir la page d'aide.

| Date          | Nom                | Activités                                                                              | Âge      | Source |
| ------------- | ------------------ | -------------------------------------------------------------------------------------- | -------- | ------ |
| 1er février   | Alfonso Aparicio   | Footballeur international espagnol devenu entraîneur.                                  | 79       |        |
| 1er février   | Barış Manço        | auteur-compositeur-interprète, explorateur, producteur et animateur de télévision turc | 56       |        |
| 2 février     | Michel Péricard    | Journaliste et homme politique français                                                | 69       |        |
| 3 février     | Luc Borrelli       | Footballeur français.                                                                  | 33       |        |
| 6 février     | Don Dunstan        | homme politique australien                                                             | 72       | (en)   |
| 6 février     | Philippe Roman     | peintre français                                                                       | 71       |        |
| 6 février     | Véra Sherbane      | actrice française                                                                      | 84       |        |
| 7 février     | Hussein ben Talal  | roi de Jordanie                                                                        | 63       |        |
| 7 février     | Jean Rigaud        | peintre de la Marine française                                                         | 86       |        |
| 7 février     | Bobby Troup        | acteur, chanteur, pianiste et compositeur américain.                                   | 70       |        |
| 8 février     | Iris Murdoch       | écrivain irlandais                                                                     | 79       |        |
| 10 février    | Maluda             | peintre portugais                                                                      | 64       |        |
| 12 février    | Michel Seuphor     | peintre abstrait, critique d'art et écrivain belgo-français                            | 97       |        |
| 14 février    | John Ehrlichman    | homme politique américain                                                              | 73       |        |
| 15 février    | Lamont Coleman     | rappeur américain                                                                      | 24       |        |
| 16 février    | Björn Afzelius     | chanteur-compositeur et guitariste suédois                                             | 52       |        |
| 17 février    | Shirley Stoler     | Actrice américaine.                                                                    | 69       | (en)   |
| 18 février    | Louis Toffoli      | peintre français                                                                       | 91       |        |
| 20 février    | Lotti van der Gaag | peintre et sculptrice néerlandaise                                                     | 75       |        |
| 20 février    | Sarah Kane         | femme de théâtre britannique                                                           | 28       |        |
| 20 février    | Leyla Vekilova     | danseuse azérie                                                                        | 72       |        |
| 21 février    | Walter Lini        | père de l'indépendance du vanuatu                                                      | 56       |        |
| 22 février    | Erhard Fappani     | peintre suisse                                                                         | 62       | (de)   |
| 24 février    | Derek Nimmo        | acteur anglais                                                                         | 68       | (en)   |
| 26 février    | Annibale Frossi    | Footballeur international italien.                                                     | 87       |        |
| 27 février    | Stéphane Sirkis    | guitariste du groupe Indochine                                                         | 39       |        |
| 28 février    | Nurser Öztunalı    | architecte et féministe turque                                                         | 52       |        |
| date inconnue | Vernon Harris      | scénariste et acteur britannique                                                       | 93 ou 94 |        |